# Мега-
мега-, М (грец. μέγας, що означає великий.) — префікс у системі SI, що позначає 106 (1 000 000, один мільйон).
Наприклад, 1 МВт (мегават) = 1000 кіловат = 1 000 000 ват.
Прийнятий у 1960 році.

## Інші приклади використання
- Одна мегатонна тротилу (використовується, наприклад, для вимірювання потужності ядерної зброї через тротиловий еквівалент) дорівнює 1 000 000 тонн тротилу.
- Мегагерц — частота електромагнітного випромінювання для радіо та телебачення, GSM і подібного. 1 МГц = 1 000 000 Гц.

## Квадратні та кубічні форми
- 1 Мм² означає один квадратний мегаметр або розмір площі 1 000 000 × 1 000 000 м або 1012 м² (а не 1 000 000 × квадратний метр)
- 1 Мм³ означає один кубічний мегаметр або розмір куба 1 000 000 × 1 000 000 × 1 000 000 м або 1018 м³ (а не 1 000 000 × кубічний метр)

## Комп'ютерні технології
У компю'терних технологіях, мега- (mega-) може означати 1 048 576 (220) інформаційних одиниць (наприклад мегабайт), також може означати 1 000 000 (106) інших величин, наприклад, швидкість передачі інформації: 1 мегабіт/с = 1 000 000 біт/с.
Задля уникнення неоднозначності було введено префікс mebi-, який позначає 220, але він не отримав широкого використання.